# École Saint-Charles
L'école Saint-Charles, ou maison Choppy, est une ancienne école de l'île de La Réunion, département d'outre-mer français dans le sud-ouest de l'océan Indien. Située au 28 rue Marius-Ary Leblond, dans le centre-ville de Saint-Pierre, elle est inscrite au titre des Monuments historiques depuis le 28 décembre 1984,.

## Histoire
La maison Choppy a été au début du XIXe siècle par Furcy Choppy, riche planteur à Saint-Pierre. Elle est, dans les années 1830 propriété de Blainville Choppy, fondateur de la Sucrerie de Grand Bois à Saint-Pierre.
Son fils Charles Coppy, fait comte romain par le pape, cède cette maison en 1895 aux frères des écoles chrétiennes qui y créent une école Saint-Charles, en hommage à son donateur.